# Sulsted Kirke
Sulsted Kirke  er sognekirken i Sulsted i Vendsyssel.
Kirken blev bygget ca. 1150 – 1200, hvor mange af Danmarks byer fik deres første stenkirker. På dette tidspunkt herskede den enkle romanske stil, der også danner grundlag for Sulsted Kirke. Kirken er hovedsageligt bygget af kvadersten. Kirken er mest kendt for sine mange kalkmalerier, som alle er malet af Hans Maler i 1548.
Sulsted Kirke er en ud af tre kirker beliggende i Hammer Bakker, de to øvrige er Vodskov Kirke og Hammer Kirke.
- Kalkmalerier
- Altertavle
- Døbefont
- Prædikestol

## Eksterne kilder og henvisninger
- Wikimedia Commons har flere filer relateret til Sulsted Kirke
- Sulsted Kirke hos KortTilKirken.dk